# Jitsugyō no Nihon Sha
Jitsugyō no Nihon Sha, Ltd. (株式会社実業之日本社 Kabushiki Kaisha Jitsugyō no Nihon Sha?) es una editorial japonesa fundada el 10 de junio de 1897.

## Revistas

### Mensual
- Body+
- Comic Candoll
- GarrRV
- Garuru
- Misty
- Gekkan Bijutsu
- Gekkan J-novel
- Waggle

### Trimestral
- Kabuka Yohō
- NAIL VENUS

### Inactivas
- Jitsugyō no Nihon
- Fujin Sekai
- Nihon shōnen
- Shōjo no tomo
- Manga Sunday
- My Birthday

## Manga
- Mansun Comics
  - Mansun Q Comics
- MB Comics

Jippi English Comics (bilingüe japonés-inglés)
- Jungle Emperor Leo (Kimba the White Lion)[2]
- Mighty Atom (Astro Boy)[3]